# Alcis hemiglaucaria
Alcis hemiglaucaria là một loài bướm đêm trong họ Geometridae.